# City Crisis
City Crisis est un jeu vidéo de simulation de vol en hélicoptère développé par Syscom Entertainment Inc. et édité par Take-Two Interactive, sorti en 2001 sur PlayStation 2.

## Système de jeu
Le joueur pilote eu hélicoptère civil de secours.

## Accueil
- Famitsu : 30/40[1]